# 小教授一号

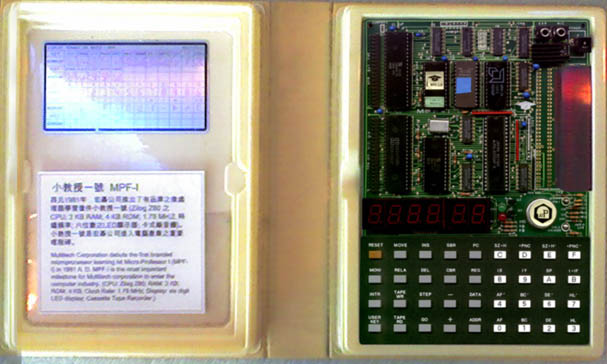
小教授一号

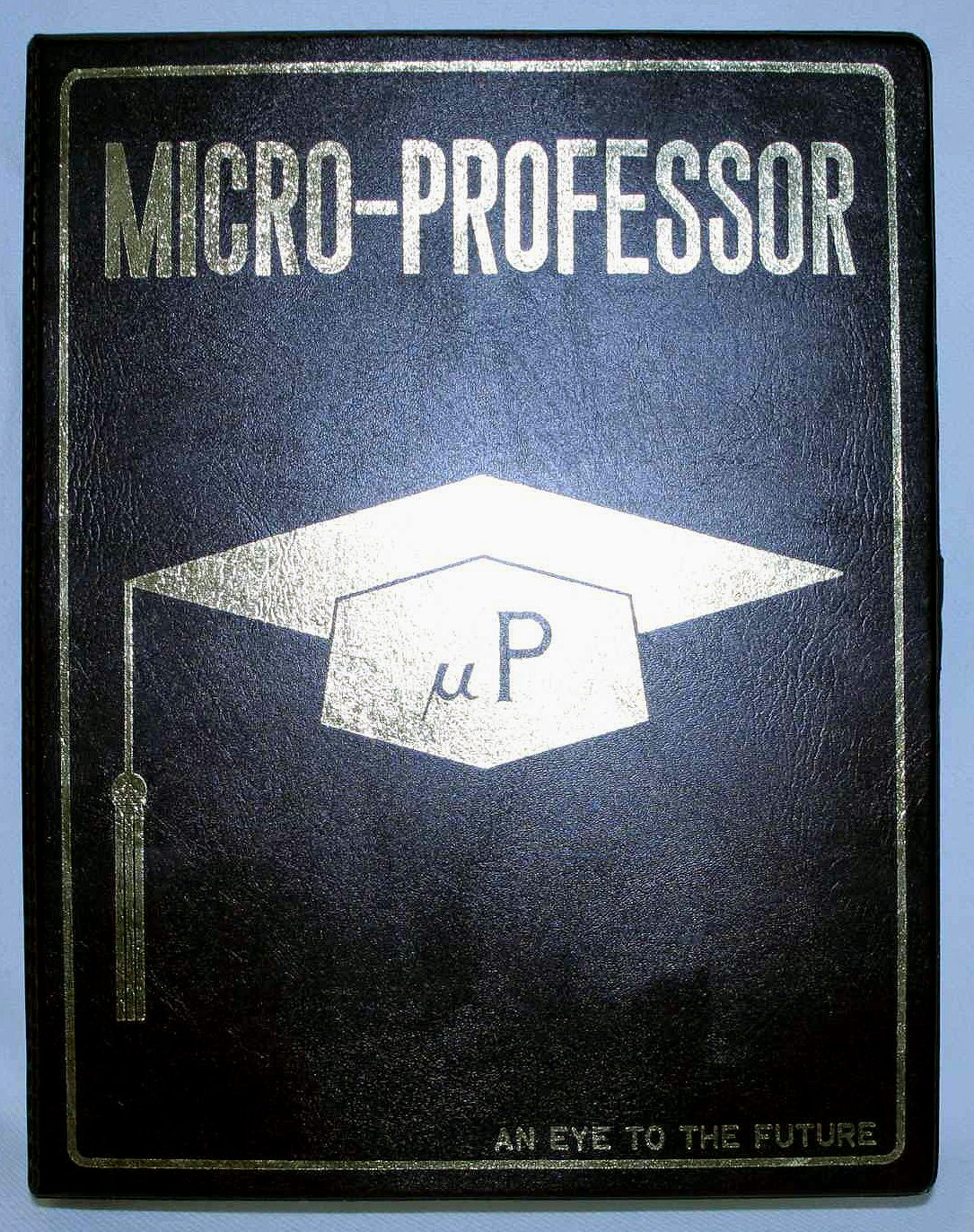
小教授一號外盒封面

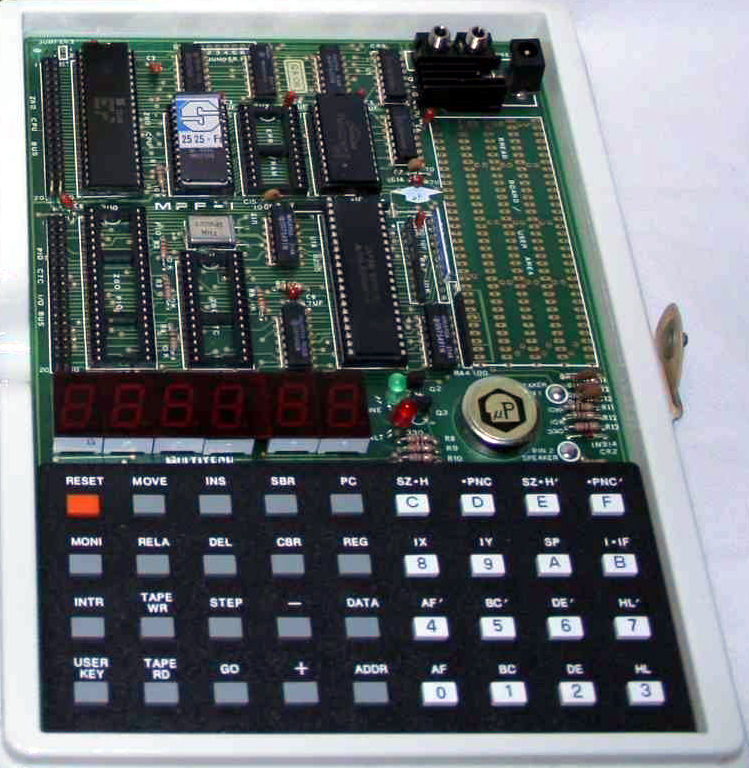
小教授一號的一個修訂版本

小教授一号（MPF I）是一款在1981年上市发表的個人電腦。它是宏碁（当时英文品牌名叫Multitech）的第一种品牌電腦产品，並可能是世界上卖得最久的电脑之一。直到2011年，它仍被位于英国南安普敦的Flite电子国际 （页面存档备份，存于） 制造贩售。小教授一号是一种针对Zilog Z80微处理器所開發、很易学易用的训练系统。 
小教授一号看起来不像电脑，其最原始的版本是被封装在真空成形（铸造）的塑料盒中，这种盒子通常还装着语言课本、两卷录音带以及一本训练手册。当盒子关上时，它可以被放置在书架上以方便存放，且看起来就像是一本普通的书。
「小教授」的產品命名巧妙，其英文名稱Micro-Professor與微處理器的英文Micro-processor只有一個英文字母之差，發音有押韻效果。標誌中的「μP」為雙關語，兼具Micro-Professor與Micro-processor兩重意義。中文名稱則提示了它的教學功用。

## 小教授一號
在硬體上，小教授一號使用Z80 CPU，系統時脈1.79 MHz，具有容量2KB的2716 EPROM，內含監督程式，容量2KB的6116 SRAM，以放置系統資料、使用者程式與使用者資料，有備用IC座，可選擇擴充ROM或RAM，並以8255負責鍵盤掃描與顯示，另有預留Z80 PIO與Z80 CTC的IC插座可供擴充I/O與硬體計時/計數功能。顯示器是六個七段式LED，除可顯示四位的地址與兩位的資料外，某些情況可以七劃組成部份英文字母。在外部儲存方面，可利用一般錄音帶來儲存程式或資料，故備有錄音機介面。
小教授一號是一種單板電腦，也是一種微電腦學習機，其監督程式的原始程式內容公開，並另有出書解說，以利使用者學習。小教授一號與EDU-80類似，另與更早期的KIM-1類似但功能更多，使用更加方便。此類微電腦學習機的使用者需自行將組合語言程式以人工方式組譯，直接輸入機器碼來使用，並以監督程式協助軟體偵錯。 

## 小教授一號Plus
小教授一號於1982年經過擴充，加入培基語言功能，並改用螢光管顯示器，可顯示單列計20個英文字母或數字，鍵盤也改為QWERT排列方式，稱為Micro-Processor 1 Plus，即MPF-I Plus或MPF-1P。